# 中川なをみ
中川 なをみ（なかがわ なをみ、1948年 - ）は、日本の児童文学作家。
山梨県韮崎市生まれ。2002年『水底の柩』で第43回日本児童文学者協会賞受賞。大阪府河内長野市在住。

## 著書
- 『まぼろしのストライカー』中釜浩一郎絵 国土社 1987
- 『この愛をつかまえて』ひとみ翔絵 ポプラ社文庫 1990
- 『高原の青い空の下 清里の父ポール・ラッシュ』杉田明維子絵 小峰書店 いきいき人間ノンフィクション 1991
- 『あの日の風にあいたくて』向井康子絵 小峰書店 1993
- 『もう一度アップルパイ』緒方直青絵 講談社 1993
- 『水底の棺』村上豊画 くもん出版 2002
- 『四姉妹』田中槙子絵 小峰書店 文学の森 2003
- 『まあちゃんのコスモス』石倉欣二絵 新日本出版社 2004
- 『砂漠の国からフォフォー』舟橋全二画 くもん出版 2005
- 『あ・い・つ』新日本出版社 2006
- 『きんいろの雨』舟橋全二絵 くもん出版 2008
- 『アブエラの大きな手』あずみ虫絵 国土社 2009
- 『龍の腹』林喜美子画 くもん出版 2009
- 『天游 蘭学の架け橋となった男』こしだミカ画 くもん出版 2011
- 『有松の庄九郎』こしだミカ絵 新日本出版社 2012
- 『ユキとヨンホ 白磁にみせられて』舟橋全二絵 新日本出版社 2014

## 注
1. ↑  『ユキとヨンホ』著者紹介